# (32554) 2001 QZ28
2001 QZ28 (asteroide 32554) é um asteroide da cintura principal. Possui uma excentricidade de 0.22558650 e uma inclinação de 7.96629º.
Este asteroide foi descoberto no dia 16 de agosto de 2001 por LINEAR em Socorro.